# Marie Františka z Lichtenštejna
Princezna Marie Františka z Lichtenštejna, provdaná z Trauttmansdorffu (německy Marie Franziska Prinzessin von und zu Liechtenstein, 20. září 1834, Vídeň nebo hrad Liechtenstein / Maria Enzersdorf – 1. prosince 1909, Vídeň) byla rakouská šlechtična z rodu Lichtenštejnů, provdaná z Trauttmansdorffu.

## Život
Narodila se 20. září 1834  jako Marie Františka de Paula Terezie Josefa princezna z Lichtenštejna / německy Marie Franziska de Paula Theresia Josepha Prinzessin von und zu Liechtenstein/ na hradě Liechtenstein v obci Maria Enzersdorf, první dcera panujícího knížete Aloise II. a jeho manželky Františky Kinské z Vchynic a Tetova.  

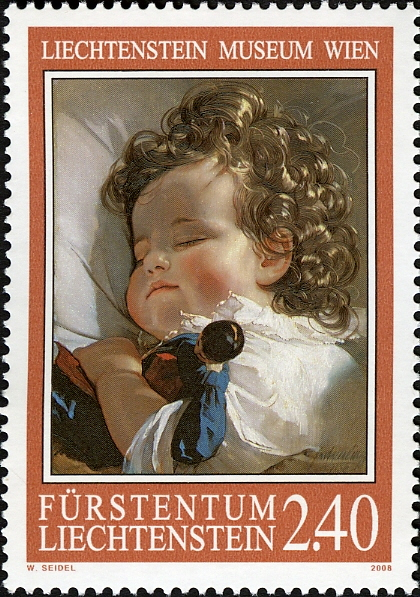
Friedrich von Amerling: Portrét princezny Marie Františky ve věku dvou let z roku 1836, uložený v Knížecí sbírce Lichtenštejnského muzea ve Vídni, zde na lichtenštejnské známce vydané v roce 2008.

Měla osm sester: Karolínu Marii (1836), Žofii Marii (1837), Luisu Marii (1838), Idu Marii (1839), Františku Xaverii (1841), Henrietu Marii (1843), Annu Marii (1846), Terezu Marii (1850) a dva bratry: Jana (II.) (1840) a Františka (1853), kteří se později oba stali panujícími knížaty.  

### Manželství a potomstvo
Dne 29. října 1860 se 21letá Marie Františka z Lichtenštejna ve Vídni provdala za diplomata, hraběte Ferdinanda z Trauttmansdorff-Weinsbergu.  Manželé měli šest dětí, tři dívky a tři chlapce: 
- Marie Františka Johana Josefa z Trauttmansdorff-Weinsbergu [2] (28. ledna 1862, Vídeň – 27. ledna 1940, Praha), 14. října 1886 se ve Vídni provdala za hraběte Karla Mariu z Coudenhove (1855–1913). [6]
- Alois Josef z Trauttmansdorff-Weinsbergu[2] (5. března 1863, Vídeň – 10. března 1915, Stakčín)
- Karel Ferdinand z Trauttmansdorff-Weinsbergu[2] (24. března 1864, Vídeň – 4. ledna 1910, Pressbaum) oženil se s Marií Terezou z Colloredo-Mannsfeldu (1869–1960) [7] a měl s ní šest dětí, z toho pět synů a dceru: [8]
  - Ferdinand Josef z Trauttmansdorff-Weinsbergu (20. února 1893, Koryčany– 24. listopadu 1932, Sankt Pölten)
  - Josef Jeroným z Trauttmansdorff-Weinsbergu (30. června 1894, Friedau – 13. dubna 1945, Sankt Pölten), byl zavražděn; [8]
  - Jeroným z Trauttmansdorff-Weinsbergu (3. září 1895, Koryčany– 12. října 1948, Vídeň)
  - Agáta Marie z Trauttmansdorff-Weinsbergu (Opočno, 5. 10. 1896 – Vomp, 17. 6. 1977)
  - Karel Josef z Trauttmansdorff-Weinsbergu (19. listopadu 1897, Koryčany– 23. března 1970, Vídeň)
  - Bedřich z Trauttmansdorff-Weinsbergu (10. května 1905 – 22. května 1905, Karlsburg). [9]
- Josefína z Trauttmansdorff-Weinsbergu [2] (3. října 1866, Vídeň – 7. listopadu 1936, zámek Klum) provdala za hraběte Otakara Klemense z Westphalenu a Fürstenbergu (1866-1941) a měla s ním šest dětí, dceru a pět synů: [10]
  - Marie Rosina Josefína Westphalenová z Fürstenbergu (13. října 1895, Friedau – 28. února 1986, Mnichov)
  - Bedřich Ferdinand Westphalen z Fürstenbergu (15. srpna 1897, Łańcut – 10. února 1991, Hoffnungsthal)
  - Ferdinand Ludvík Westphalen z Fürstenbergu (7. února 1899, Přemyšl – 11. června 1989, Vídeň)
  - Děpolt Emanuel Josef Maria Vincenc Antonín z Westphalen-Fürstenbergu (19. července 1901, Chlumec – 31. března 1967, Salcburk)
  - Josef Adolf Westphalen z Fürstenbergu (18. prosince 1902, Chlumec – květen 1945), bojoval na východní frontě během druhé světové války a zmizel v Rusku. [11]
  - Eduard Klement Westphalen z Fürstenbergu (9. března 1904, Chlumec – 10. prosince 1942, Ignatowo).
- Karolína z Trauttmansdorff-Weinsbergu [2] (10. dubna 1869, Řím - 22. prosince 1959, Drosendorf an der Thaya), provdaná za hraběte Jindřicha z Hoyos-Sprinzensteinu, svobodného pána ze Stichsensteinu (1865 - 1955)
- Karel Adolf z Trauttmansdorff-Weinsbergu [12] (22. června 1877, Freidau – 21. srpna 1914, Jarosławice) 5. srpna 1911 se v Praze oženil s Marií Terezou z Colloredo-Mannsfeld (1869–1960), [13] jeho bývalou sestrou práva jako vdova po svém bratru Karlu Ferdinandovi a zemřel v polské vesnici během bitvy. [2] [3]

### Závěr života
12. prosince 1896 zemřel její manžel Ferdinand z Trauttmansdorff-Weinsbergu.  Princezna Marie Františka zemřela 1. prosince 1909 ve věku 75 let ve Vídni.   Byla pohřbena po boku manžela v rodovém mauzoleu Trauttmansdorffů poutního kostela sv. Anny na Vršíčku v Horšovském Týně. 